# Guido Rey
Pour les articles homonymes, voir Rey.
Guido Rey, parfois francisé en Guy Rey en Vallée d'Aoste, (Turin, 20 novembre 1861 - Turin, 24 juin 1935), est un alpiniste, écrivain et photographe italien.

## Biographie
Il est issu d'une famille d'origine française qui quitte la France à cause des persécutions des huguenots et s'installe à Turin à la fin du XVIIIe siècle. Il est fils de Giacomo Vincenzo, fils de Luigia Sella, sœur de Quintino Sella, et de Lydia Mongenet de Ranaucourt, issue d'une noble famille française émigrée en Vallée d'Aoste pour fuir la Révolution de 1789.
Guido Rey appartient au mouvement du pictorialisme.

## Prix
- Exposition nationale de Turin en 1898
- Deuxième Exposition nationale à Florence en 1899 (médaille d'or)

## Galerie

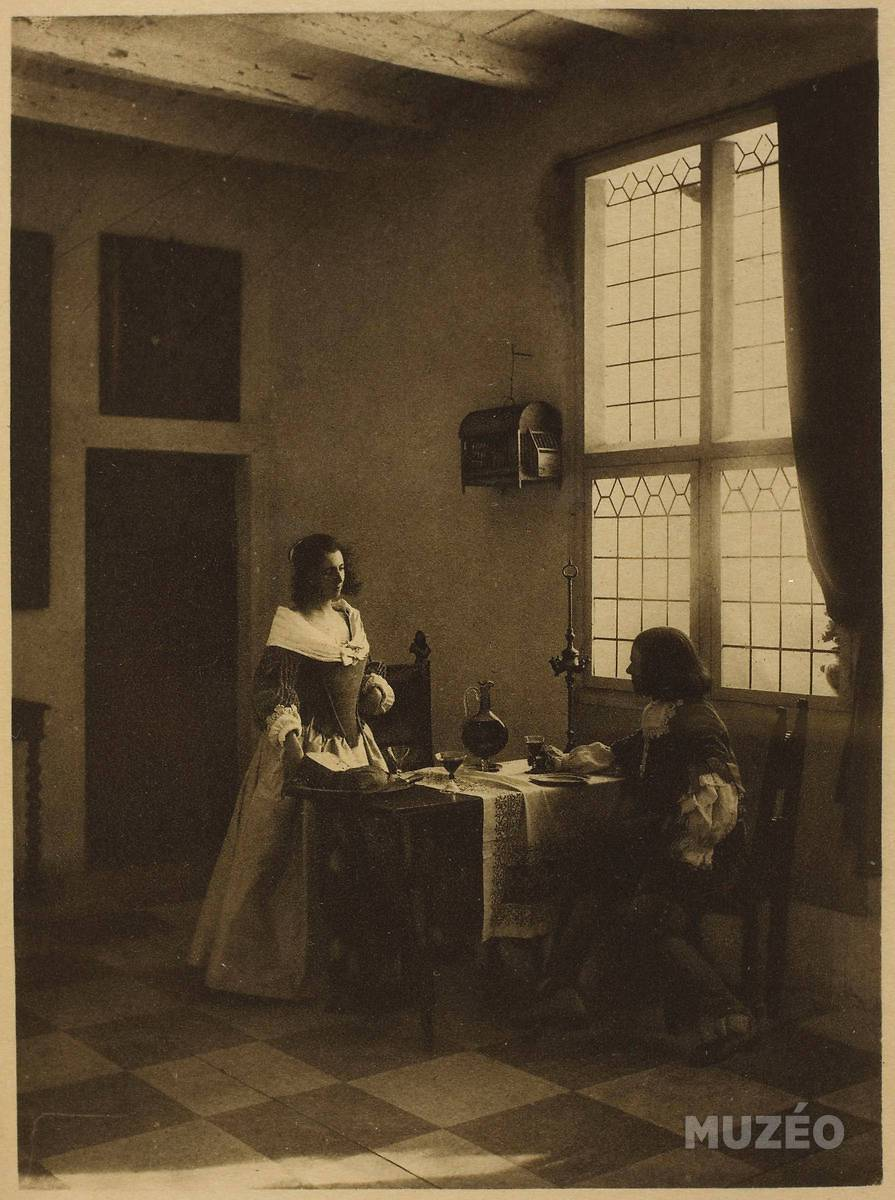
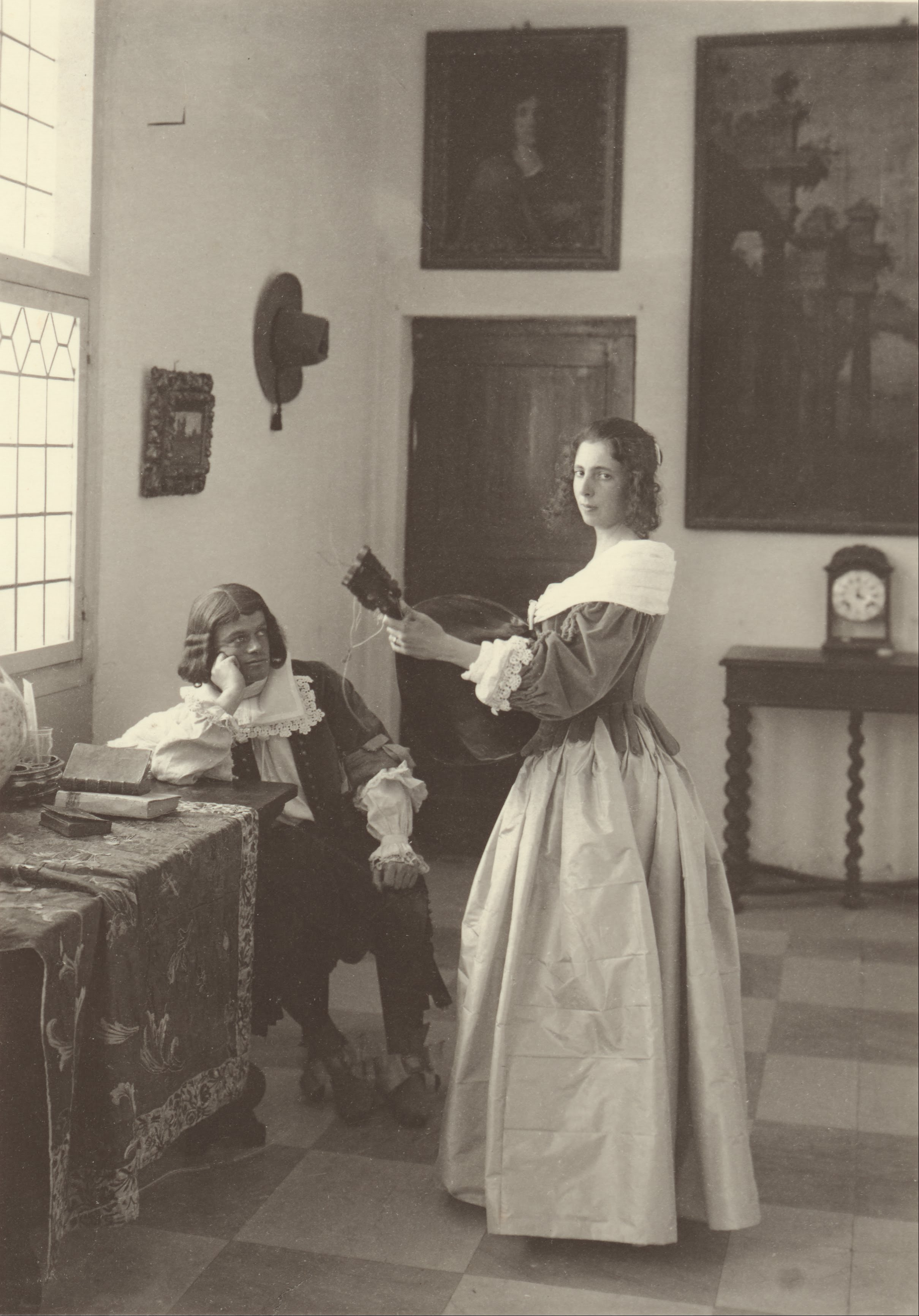
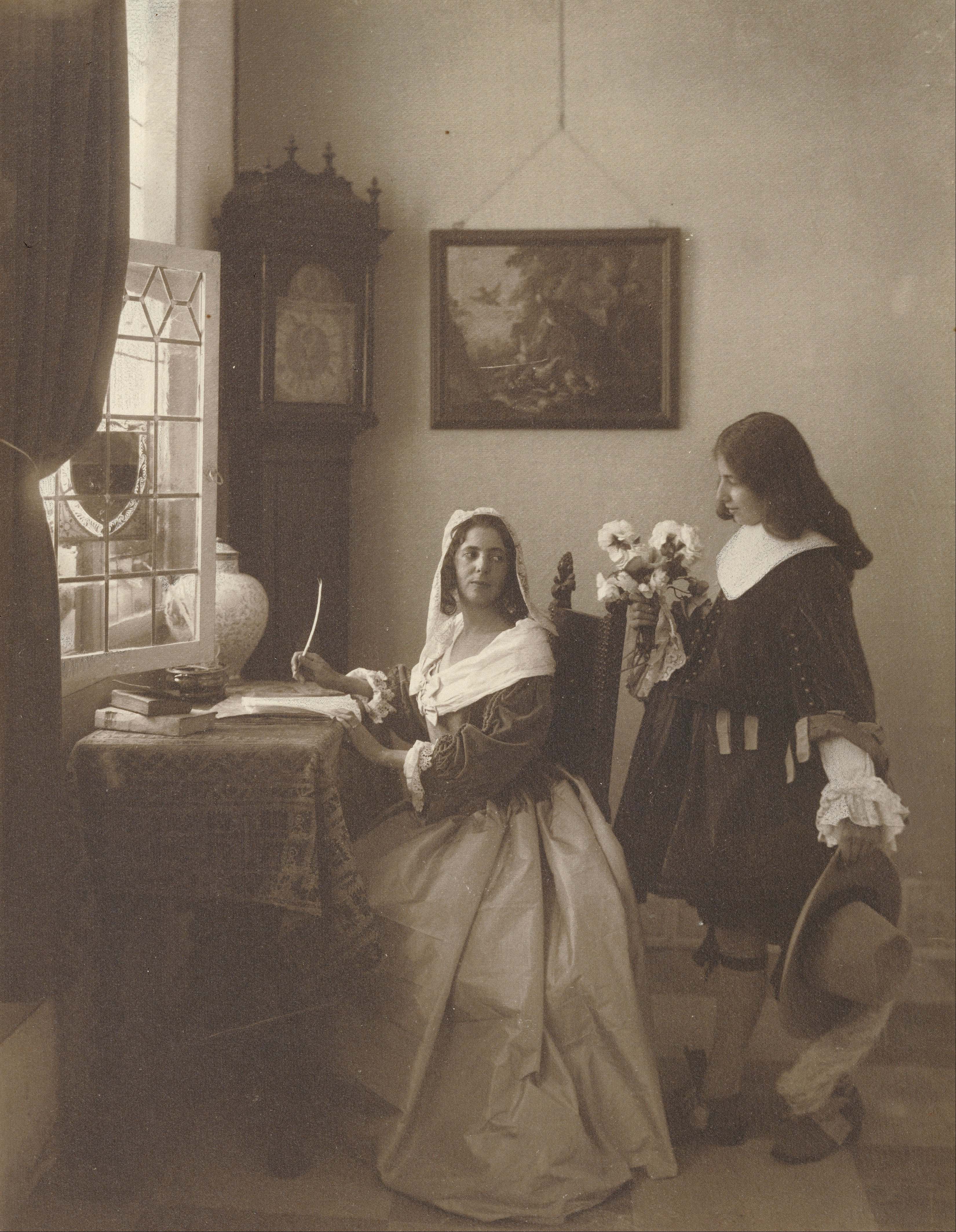

## Hommages
À Aoste, la rue reliant l'école « Monseigneur Jourdain » (rue Xavier de Maistre) à la Tour du bailliage et contournant l'enceinte romaine d'Aoste et le couvent Saint-Joseph est intitulée à Guy Rey.